# 陰日向に咲く
『陰日向に咲く』（かげひなたにさく）は、劇団ひとりの小説。幻冬舎より2006年1月27日に刊行。
平川雄一朗監督で映画化され、2008年1月26日に公開された。

## 概要
2006年1月27日発売。劇団ひとりはこの作品で小説家としてデビューを果たした。小説には、多彩な人物が登場する。初版は1万5000部だったが、「お笑いタレントが本気で書いた小説」として話題を集め、2008年2月1日に54刷で100万部を突破した。
直木賞有力候補に挙げられ、受賞が期待されていたが平成18年上半期の受賞候補にはノミネートされなかった。爆笑問題の太田光がこの作品に高い評価を下している。2007年の本屋大賞にノミネートされたが、受賞は逃した。帯には恩田陸、大槻ケンヂ、山田宗樹が、絶賛のコメントを書いている。

## あらすじ
6人の陽に当たらない落ちこぼれな人達が、社会復帰するまでの道のりを描いたオムニバス（連作）小説となっている。

### 道草
社会の束縛に苦しんでいたサラリーマンが、ある日、大ボラ吹きで有名なホームレスの男性「モーゼ」に出会う。そのモーゼのような自由人に憧れ、自ら好き好んでホームレスになる。ある日、若くして億を稼ぐという野球選手、K・Yが父親を捜してホームレスが集う公園にやって来る。モーゼは自分が父親だと言い、証拠の写真を見せ、息子についていくことになり、ホームレスを引退する。そして、主人公はホームレス生活の終焉にモーゼの住んでいた小屋を覗くと、そこにはブタ箱から帰ってきたという本当の野球選手の父親がいた。モーゼは、やはり大ボラ吹きだった。

### 拝啓、僕のアイドル様
主人公は、デビュー5年目のマイナーなアイドル・武田みやこ（通称：ミャーコ）の熱狂的なファンの青年、ゆうすけ。彼女を想う気持ちは誰にも負けないようで、話の冒頭ではミャーコの母親にさえ勝るという。ある日、ミャーコはゴールデン番組に出演することが決まった。健康を題材にした番組で、ミャーコはアイドルらしからぬ、ドロドロ血液のドロ子というキャラクターでの出演だった。あまりにひどい格好でゆうすけはテレビを消してしまう。それでも何かミャーコのためになることはないかと、番組のホームページの掲示板にドロ子を称賛したり、応援したりするメッセージを数百件書き込む。ドロ子が人気になり、再度の出演が決まった。この出演がきっかけでミャーコは誰もが知る人気のアイドルとなる。

### ピンボケな私
特に人に自慢できることがない平凡な20歳の女性は、ある日の飲み会で友達が淡々と夢を語る中、とっさの嘘で「カメラマンになりたい」と言ってしまう。主人公の高校からの親友であるミキは一瞬驚くが、特に気にしなかった。そしてある日の飲み会で出会った完璧な男・タクミと恋に落ちる。劇的な恋に主人公は戸惑いなく夢中になっていくが、ある時遊ばれていると気付いてしまう。

### Over run
主人公は、35歳独身でパチスロや競馬といったギャンブル好きな多重債務者の男性・シンヤ。借金は400万を優に超え、とうとう「オレオレ詐欺」に手を出してしまう。そして電話に出た老婆の息子「健一」に成り済まし、ありもしない話をして交流を深めてしまう。借金返済日が近づくある日、老婆に50万円を用意するように頼む。後日、老婆の家に取りに行くと信じられない事実を知ってしまう。

### 鳴き砂を歩く犬
ロクでもない家庭に育った不幸な少女・鳴子は、中学の修学旅行で浅草に行き、そこで売れない芸人・プードル雷太に出会う。彼に運命を感じた鳴子は3年後、鳥取県から上京し　雷太を捜す。劇場を何件も回り、ある日入ったストリップ劇場で雷太を見つける。だが、何も成長していない雷太を見た鳴子は、彼を売れっ子芸人にする為にコンビを組む。

## 書籍情報
単行本
- 『陰日向に咲く』幻冬舎、2006年1月25日。ISBN 978-4344011021。

文庫本
- 『陰日向に咲く』幻冬舎〈幻冬舎文庫〉、2008年8月1日。ISBN 978-4344411685。

電子書籍
- 『陰日向に咲く』幻冬舎、2010年11月12日。

## コミカライズ
此元和津也の作画で単行本描き下ろしで刊行された。
- 『陰日向に咲く』幻冬舎コミックス〈バーズコミックス〉、2008年1月24日。ISBN 978-4344811911。

## 映画
上記の小説を原作に製作され、2008年1月26日に公開された。監督は『そのときは彼によろしく』の監督を務めた平川雄一朗。脚本は、映画『電車男』などの脚本で知られる金子ありさ。主演岡田准一、ヒロインは宮崎あおい。
本作の映像化をめぐっては、数十社が争奪戦を展開するほどであった。

### キャスト
- シンヤ - 岡田准一
- 鳴子・寿子（二役） - 宮崎あおい
- 雷太 - 伊藤淳史
- ジュピター - 緒川たまき
- ゆうすけ - 塚本高史（幼少：桑代貴明）
- みゃーこ - 平山あや（幼少：加藤美月）
- 劇場のオーナー - 本田博太郎
- シンヤの上司（富田所長） - 北見敏之
- プロ野球選手の父 - 山本龍二
- アパートの大家 - 根岸季衣
- シンヤの母 - 生田智子
- ホームレス仲間- 堀部圭亮
- 借金取り - 池内万作
- - 戸田昌宏
- - 近藤公園
- バスガイド・根室 - 平岩紙
- - 諏訪雅
- プロ野球選手川島 - 浜田学
- - 増本庄一郎
- - 岩田丸
- - 木幡竜
- モーゼ - 西田敏行
- リョウタロウ - 三浦友和

### スタッフ
- 監督：平川雄一朗
- 原作：劇団ひとり『陰日向に咲く』（幻冬舎）
- 脚本：金子ありさ
- 音楽：澤野弘之
- 主題歌：ケツメイシ「出会いのかけら」（トイズファクトリー）
- 助監督：井上雄介
- 製作：島谷能成、小杉善信、見城徹、藤島ジュリーK.、西垣慎一郎、磯野久美子、古屋文明、安永義郎
- エグゼクティブプロデューサー：市川南、奥田誠治、塚田泰浩
- 企画・プロデュース：川村元気、佐藤貴博
- プロデューサー：樋口優香
- ラインプロデューサー：鈴木嘉
- 撮影：中山光一
- 照明：中須岳士
- 美術：磯田典宏
- 製作：『陰日向に咲く』製作委員会

(東宝、NTV、幻冬舎、ジェイ・ストーム、ytv、太田プロダクション、日本出版販売、 博報堂DYメディアパートナーズ)
- 製作プロダクション：東宝映像制作部
- 配給：東宝